# Live at the Apollo (James Brown)
Live at the Apollo è un album live di James Brown, registrato all'Apollo Theater di Harlem, New York, e pubblicato nel 1963.

## Descrizione
Live at the Apollo fu registrato la sera del 24 ottobre 1962, a spese dello stesso Brown: la sua casa discografica, la King Records, all'inizio si oppose alla pubblicazione dell'album, pensando che un album live senza canzoni nuove non avrebbe reso economicamente. La casa si arrese dopo le pressioni di Brown e del suo manager Bud Hobgood.
Con grande sorpresa della King, l'album fu un successo immediato. Stette ben 66 settimane sulla Billboard 200, toccando anche il 2º posto. Parecchi negozi di dischi, specialmente nel sud degli Stati Uniti, trovarono difficile tenere il passo con le richieste dell'album da parte dei fan. I disc jockey delle radio presero a mandare il lato A dell'album per intero, interrompendolo solo per le pubblicità, per poi riprendere col lato B, sempre per intero.
La rivista statunitense Rolling Stone, nella sua lista dei 500 migliori album di tutti i tempi, classifica Live at the Apollo al 24º posto.
Nel corso della sua carriera, Brown registrò altri tre concerti all'Apollo: Live at the Apollo Vol. II (1968), Revolution of the Mind: Recorded Live at the Apollo, Vol. III (1971), e Live at the Apollo 1995 (1995).
Anche se non menzionato sulla copertina, il gruppo corale di Brown, i Famous Flames (Bobby Byrd, Bobby Bennett e Lloyd Stallworth) ebbero un importante ruolo in Live at the Apollo.

## Ristampa in CD
Malgrado la sua celebrità e il significativo valore storico, Live at the Apollo non fu rimasterizzato in CD fino al 1990, perché i nastri originali erano scomparsi e quelli rimasti non erano di qualità abbastanza alta per una ristampa CD soddisfacente. I nastri furono ritrovati alla fine del 1989. Una versione deluxe dell'album con suoni remixati e altro fu pubblicata nel 2004.

## Tracce
1. Introduction to James Brown and the Famous Flames (di Fats Gonder)
2. I'll Go Crazy
3. Try Me
4. Think
5. I Don't Mind
6. Lost Someone
7. Medley: Please Please Please/You've Got The Power/I Found Someone/Why Do You Do Me?/I Want You So Bad/I Love You, Yes I Do/Strange Things Happen/Bewildered/Please Please Please
8. Night Train

### Bonus track ristampa 2004
1. Think (Single Mix)
2. Medley: I Found Someone/Why Do You Do Me?/I Want You So Bad (Single Mix)
3. Lost Someone (Single Mix)
4. I'll Go Crazy (Single Mix)

## Classifiche
| Classifica (2021) | Posizione massima |
| ----------------- | ----------------- |
| Grecia            | 50                |